# Vancouver Royals
Vancouver Royals was een Canadese voetbalclub uit Vancouver, Brits-Columbia.

## Geschiedenis
In 1967 werd de United Soccer Association (USA) opgericht, een nieuwe voetbalbond die een professionele competitie organiseerde. De USA wilde de competitie starten in 1968, maar nadat nog een andere bond, NPSL, ontstond die al in 1967 een competitie organiseerde startte ook de USA in 1967 met een competitie. Omdat de bond geen spelers had werd besloten om teams te importeren van competities uit Europa en Zuid-Amerika, die net afgelopen waren en dus een zomercompetitie konden spelen in de Verenigde Staten. Sunderland AFC, een Engelse voetbalclub, kwam naar Vancouver om daar te spelen onder de naam Vancouver Royal Canadians.
De club speelde in de Western Division samen met San Francisco Golden Gate Gales, Chicago Mustangs, Houston Stars, Los Angeles Wolves en Dallas Tornado. Deze teams werden vertegenwoordigd door ADO Den Haag, Cagliari Calcio, Bangu AC, Wolverhampton Wanderers en Dundee United.
In december 1967 verenigde de USA zich met de NPSL en werd zo de North American Soccer League, die tot 1984 bestond. De club nam de naam Vancouver Royals aan en speelde in de Pacific Division samen met San Diego Toros, Oakland Clippers en LA Wolves. Het waren niet meer de spelers van Sunderland die in het team speelden.

## Bekende spelers
- Bobby Robson
- Ike MacKay
- Bobby Cram
- Ger Lagendijk

## Seizoen per seizoen
| Jaar | League | W  | V  | G | Ptn | Reg. Seizoen          | Playoffs            |
| ---- | ------ | -- | -- | - | --- | --------------------- | ------------------- |
| 1967 | USA    | 3  | 4  | 5 | 11  | 5de, Western Division | Niet gekwalificeerd |
| 1968 | NASL   | 12 | 15 | 5 | 136 | 4de, Pacific Division | Niet gekwalificeerd |